# Лустівка
Лусті́вка ( станом на 1869 - хутір Железкін) — село в Україні, у Талалаївській сільській громаді Ніжинського району Чернігівської області. Населення становить 90 осіб. До 2019 орган місцевого самоврядування — Талалаївська сільська рада. У 1901 році - хутір Лустівський (123 мешканця).